# Ljepojevići
Ljepojevići (en serbe cyrillique : Љепојевићи) est un village de Serbie situé dans la municipalité de Nova Varoš, district de Zlatibor. Au recensement de 2011, il comptait 113 habitants.
Le village est également connu sous le nom de Lepojevići.

## Démographie
| 1948 | 1953 | 1961 | 1971 | 1981 | 1991 | 2002 | 2011 |
| ---- | ---- | ---- | ---- | ---- | ---- | ---- | ---- |
| 270  | 294  | 330  | 265  | 201  | 157  | 126  | 113  |

|  |